# Elezioni locali in Corea del Nord del 2015
Le elezioni delle assemblee popolari provinciali, municipali, cittadine, delle contee e dei distretti in Corea del Nord del 2015 si tennero il 19 luglio. 
L'affluenza fu del 99,97% e furono eletti nelle assemblee popolari locali 28 452 deputati.